# Gamla Bruket
Gamla Bruket är en bebyggelse i Arvika kommun, Värmlands län i Arvika socken. Orten avgränsades från 1995 till 2010 och 2023 av SCB som småort.